# سرخ‌زو
سرخ‌زو یک روستا در ایران است که در بخش سرحد شهرستان شیروان در استان خراسان شمالی واقع شده‌است.

## جمعیت
این روستا در دهستان تکمران قرار دارد و براساس سرشماری مرکز آمار ایران در سال ۱۳۸۵، جمعیت آن ۳۱۴ نفر (۷۸ خانوار) بوده‌است.